# Rádžamandri
Rádžamandri (telugsky రాజహ్మండ్రి, hindsky राजमंड्री, anglicky Rajahmundry) je město v indickém svazovém státu Ándhrapradéš. Je to sedmé nejlidnatější město v tomto svazovém státu. Město je známé svou historií, kulturou, zemědělstvím, hospodářstvím, cestovním ruchem a památkami. Je známé jako „hlavní kulturní město Ándhrapradéše.“

## Poloha
Geograficky se nachází ve středu okresu Gódávarí. V oblasti se pěstuje rýže, cukrová třtina a různé druhy květin. Na západ od Rádžamandri protéká řeka Gódávarí.
Na řece Gódávarí se nacházejí Rádžamandrijské trapy, které jsou součástí Dekkánských trapů a jsou zvláště zajímavé pro geology.

## Obyvatelstvo
Podle indického sčítání lidu z roku 2011 žilo ve městě 648 558 obyvatel a v metropoli 1 039 894. Ve věkové skupině 0–6 let bylo 29 883 dětí, z toho 15 152 chlapců a 14 731 dívek. Průměrná míra gramotnosti činí 84,28 % (muži 88,14 %; ženy 80,54 %), což je výrazně více než celostátní průměr 73 %.

## Podnebí
V Rádžamandri panuje tropické klima, a proto se zde nevyskytují žádná roční období. Průměrná maximální teplota je 32 °C. Nejteplejší období je od dubna do června s teplotami od 34 °C do 48 °C, přičemž maximální teplota byla 52 °C a byla zaznamenána v květnu 2002 a 2007. Nechladnějšími měsíci jsou prosinec a leden, kdy je od 27 °C do 30 °C. Na konci léta se v Bengálském zálivu objevují vydatné monzuny.

| Rádžamandri – podnebí       | Rádžamandri – podnebí | Rádžamandri – podnebí | Rádžamandri – podnebí | Rádžamandri – podnebí | Rádžamandri – podnebí | Rádžamandri – podnebí | Rádžamandri – podnebí | Rádžamandri – podnebí | Rádžamandri – podnebí | Rádžamandri – podnebí | Rádžamandri – podnebí | Rádžamandri – podnebí | Rádžamandri – podnebí |
| Období                      | leden                 | únor                  | březen                | duben                 | květen                | červen                | červenec              | srpen                 | září                  | říjen                 | listopad              | prosinec              | rok                   |
| --------------------------- | --------------------- | --------------------- | --------------------- | --------------------- | --------------------- | --------------------- | --------------------- | --------------------- | --------------------- | --------------------- | --------------------- | --------------------- | --------------------- |
| Průměrné denní maximum [°C] | 29                    | 32                    | 37                    | 40                    | 44                    | 40                    | 37                    | 33                    | 32                    | 32                    | 29                    | 27                    | 34                    |
| Průměrné denní minimum [°C] | 19                    | 21                    | 23                    | 27                    | 29                    | 27                    | 26                    | 25                    | 25                    | 24                    | 21                    | 18                    | 24                    |
| Průměrné srážky [mm]        | 3                     | 6                     | 11                    | 21                    | 67                    | 142                   | 260                   | 187                   | 177                   | 197                   | 37                    | 7                     | 1 115                 |
| Zdroj: en.climate-data.org  |                       |                       |                       |                       |                       |                       |                       |                       |                       |                       |                       |                       |                       |